# NGC 1
NGC 1 је спирална галаксија у сазвјежђу Пегаз. 
У вријеме кад је састављен New General Catalogue (епоха 1860),овај објекат је имао најнижу ректасцензију од свих објеката у каталогу, па му је придодјељен број 1. Од тада су се, због земљине пресцесије, координате промијениле, па у епохи 2000 овај објекат више нема најнижу ректасцензију у каталогу.
Открио ју је познати немачки астроном, Хајнрих Даре.